# Teleki Ferenc (költő)
Teleki Ferenc gróf (Beszterce, 1785. április 4. – Paszmos, 1831. december 16.) költő, matematikus, a Magyar Tudományos Akadémia tiszteleti tagja (1831).

## Pályája
Gróf Teleki Mihály (1744–1793), császári és királyi kamarás és Dósa Ágnes (1762–1806) fia. Besztercén született, ahová Paszmoson lakó szülei a Hóra-féle felkelés hírére menekültek. Apját 1793-ban elvesztette. Alsó iskoláit Besztercén a piaristáknál kezdte, utána Marosvásárhelyt, majd két évig Zalatnán és Károlyfehérváron folytatta.
1799-től 1801-ben a bécsi Theresianumban tanult, ahol egészen elnémetesedett. Támogatta a németesítő törekvéseket, a magyar színtársulattal szemben a német színészeket. Angolul, franciául is beszélt és járatos volt az olasz nyelvben is. 1805-től Kolozsvárott jogot hallgatott. 
1808-ban Göttingenben folytatott matematikai tanulmányokat, ugyanezen évben Teleki Karolinával, gróf Teleki Sámuel leányával kötött házasságot. 1810-ben királyi kamarássá nevezték ki.  
1812-ben az addigi nehézkes szögmérő eszközök helyett egy kézben tartható szögmérőt talált fel. Készülékét a bécsi Voigtländer cég gyártotta.
1816-ban megismerkedett Döbrentei Gáborral, akinek hatására vállalni kezdte magyarságát. Magyarul írt versei közül néhányat Döbrentei folyóiratában, az Erdélyi Muzeumban közölt, későbbi verseit más lapoknak (Aurora, Hébe, Szépliteraturai Ajándék) továbbította. Közben lakhelyén, Paszmoson gazdálkodott. 
1829-ben súlyosan megbetegedett, végrendeletileg Döbrenteinek adta át verseit kiadására. A Magyar Tudományos Akadémia 1831. február 16-án tiszteleti tagnak választotta, azonban ugyanazon évben elhunyt. Az MTA-ban 1846. december 20-án Döbrentei Gábor tartott fölötte emlékbeszédet.

## Művei
- Teleki Ferencz gróf versei, 's nehány leveléből töredékek; kiad. Döbrentei Gábor; Egyetemi Ny., Buda, 1834
- Franz Teleki: Gedichte; Druck Gyurián, Pest, 1857
- Vaderna Gábor: Gróf Teleki Ferenc (1785–1831) levelei[3]